# 裝飾東方蝦蛄
裝飾東方蝦蛄（学名：Quollastria ornata）为蝦蛄科東方蝦蛄屬下的一个种。